# Wereldkampioenschap superbike van Losail 2019
Het wereldkampioenschap superbike van Losail 2019 was de dertiende en laatste ronde van het wereldkampioenschap superbike en de twaalfde en laatste ronde van het wereldkampioenschap Supersport 2019. De races werden verreden op 12 en 13 oktober 2019 op het Losail International Circuit nabij Doha, Qatar.
Randy Krummenacher werd gekroond tot kampioen in de Supersport-klasse met een vijfde plaats in de race, wat genoeg was om zijn laatste concurrenten Federico Caricasulo en Jules Cluzel voor te kunnen blijven.

## Superbike

### Race 1
| Pos | Nr | Rijder                | Constructeur | Rondes | Tijd           | Grid | Punten |
| --- | -- | --------------------- | ------------ | ------ | -------------- | ---- | ------ |
| 1   | 1  | Jonathan Rea          | Kawasaki     | 17     | 33:34.518      | 1    | 25     |
| 2   | 7  | Chaz Davies           | Ducati       | 17     | +2.732         | 12   | 20     |
| 3   | 22 | Alex Lowes            | Yamaha       | 17     | +5.423         | 2    | 16     |
| 4   | 19 | Álvaro Bautista       | Ducati       | 17     | +8.043         | 7    | 13     |
| 5   | 91 | Leon Haslam           | Kawasaki     | 17     | +17.720        | 6    | 11     |
| 6   | 60 | Michael van der Mark  | Yamaha       | 17     | +17.738        | 8    | 10     |
| 7   | 76 | Loris Baz             | Yamaha       | 17     | +18.176        | 5    | 9      |
| 8   | 28 | Markus Reiterberger   | BMW          | 17     | +20.479        | 9    | 8      |
| 9   | 50 | Eugene Laverty        | Ducati       | 17     | +24.500        | 16   | 7      |
| 10  | 2  | Leon Camier           | Honda        | 17     | +29.320        | 13   | 6      |
| 11  | 54 | Toprak Razgatlıoğlu   | Kawasaki     | 17     | +33.166        | 10   | 5      |
| 12  | 33 | Marco Melandri        | Yamaha       | 17     | +34.673        | 17   | 4      |
| 13  | 21 | Michael Ruben Rinaldi | Ducati       | 17     | +42.661        | 15   | 3      |
| 14  | 23 | Ryuichi Kiyonari      | Honda        | 17     | +50.020        | 18   | 2      |
| 15  | 52 | Alessandro Delbianco  | Honda        | 17     | +54.485        | 19   | 1      |
| 16  | 9  | Dominic Schmitter     | Yamaha       | 17     | +1:08.582      | 20   |        |
| DNF | 36 | Leandro Mercado       | Kawasaki     | 6      | Uitgevallen    | 11   |        |
| DNF | 11 | Sandro Cortese        | Yamaha       | 5      | Ongeluk        | 3    |        |
| DNF | 66 | Tom Sykes             | BMW          | 1      | Ongeluk        | 4    |        |
| DNF | 81 | Jordi Torres          | Kawasaki     | 0      | Schade ongeluk | 14   |        |

### Superpole
| Pos | Nr | Rijder                | Constructeur | Rondes | Tijd        | Grid | Punten |
| --- | -- | --------------------- | ------------ | ------ | ----------- | ---- | ------ |
| 1   | 1  | Jonathan Rea          | Kawasaki     | 10     | 19:41.833   | 1    | 12     |
| 2   | 19 | Álvaro Bautista       | Ducati       | 10     | +2.027      | 7    | 9      |
| 3   | 22 | Alex Lowes            | Yamaha       | 10     | +5.143      | 2    | 7      |
| 4   | 91 | Leon Haslam           | Kawasaki     | 10     | +5.303      | 6    | 6      |
| 5   | 7  | Chaz Davies           | Ducati       | 10     | +6.615      | 12   | 5      |
| 6   | 60 | Michael van der Mark  | Yamaha       | 10     | +9.744      | 8    | 4      |
| 7   | 76 | Loris Baz             | Yamaha       | 10     | +9.804      | 5    | 3      |
| 8   | 11 | Sandro Cortese        | Yamaha       | 10     | +10.223     | 3    | 2      |
| 9   | 50 | Eugene Laverty        | Ducati       | 10     | +15.236     | 16   | 1      |
| 10  | 33 | Marco Melandri        | Yamaha       | 10     | +15.770     | 17   |        |
| 11  | 36 | Leandro Mercado       | Kawasaki     | 10     | +17.557     | 11   |        |
| 12  | 66 | Tom Sykes             | BMW          | 10     | +18.981     | 4    |        |
| 13  | 2  | Leon Camier           | Honda        | 10     | +19.933     | 13   |        |
| 14  | 81 | Jordi Torres          | Kawasaki     | 10     | +20.060     | 14   |        |
| 15  | 28 | Markus Reiterberger   | BMW          | 10     | +21.805     | 9    |        |
| 16  | 23 | Ryuichi Kiyonari      | Honda        | 10     | +29.458     | 18   |        |
| 17  | 9  | Dominic Schmitter     | Yamaha       | 10     | +40.175     | 20   |        |
| 18  | 52 | Alessandro Delbianco  | Honda        | 10     | +40.203     | 19   |        |
| DNF | 21 | Michael Ruben Rinaldi | Ducati       | 5      | Uitgevallen | 15   |        |
| DNF | 54 | Toprak Razgatlıoğlu   | Kawasaki     | 0      | Uitgevallen | 10   |        |

### Race 2
| Pos | Nr | Rijder                | Constructeur | Rondes | Tijd        | Grid | Punten |
| --- | -- | --------------------- | ------------ | ------ | ----------- | ---- | ------ |
| 1   | 1  | Jonathan Rea          | Kawasaki     | 17     | 33:34.809   | 1    | 25     |
| 2   | 7  | Chaz Davies           | Ducati       | 17     | +2.978      | 5    | 20     |
| 3   | 19 | Álvaro Bautista       | Ducati       | 17     | +3.100      | 2    | 16     |
| 4   | 22 | Alex Lowes            | Yamaha       | 17     | +12.473     | 3    | 13     |
| 5   | 54 | Toprak Razgatlıoğlu   | Kawasaki     | 17     | +14.346     | 12   | 11     |
| 6   | 50 | Eugene Laverty        | Ducati       | 17     | +15.109     | 9    | 10     |
| 7   | 60 | Michael van der Mark  | Yamaha       | 17     | +15.625     | 6    | 9      |
| 8   | 76 | Loris Baz             | Yamaha       | 17     | +16.020     | 7    | 8      |
| 9   | 91 | Leon Haslam           | Kawasaki     | 17     | +17.854     | 4    | 7      |
| 10  | 11 | Sandro Cortese        | Yamaha       | 17     | +18.332     | 8    | 6      |
| 11  | 36 | Leandro Mercado       | Kawasaki     | 17     | +22.254     | 13   | 5      |
| 12  | 66 | Tom Sykes             | BMW          | 17     | +22.387     | 10   | 4      |
| 13  | 81 | Jordi Torres          | Kawasaki     | 17     | +28.179     | 15   | 3      |
| 14  | 28 | Markus Reiterberger   | BMW          | 17     | +29.487     | 11   | 2      |
| 15  | 21 | Michael Ruben Rinaldi | Ducati       | 17     | +32.586     | 16   | 1      |
| 16  | 2  | Leon Camier           | Honda        | 17     | +35.726     | 14   |        |
| 17  | 33 | Marco Melandri        | Yamaha       | 17     | +40.549     | 17   |        |
| 18  | 23 | Ryuichi Kiyonari      | Honda        | 17     | +44.844     | 18   |        |
| DNF | 9  | Dominic Schmitter     | Yamaha       | 5      | Uitgevallen | 20   |        |
| DNF | 52 | Alessandro Delbianco  | Honda        | 2      | Uitgevallen | 19   |        |

## Supersport
| Pos | Nr | Rijder                | Constructeur | Rondes | Tijd           | Grid | Punten |
| --- | -- | --------------------- | ------------ | ------ | -------------- | ---- | ------ |
| 1   | 44 | Lucas Mahias          | Kawasaki     | 15     | 30:43.175      | 5    | 25     |
| 2   | 16 | Jules Cluzel          | Yamaha       | 15     | +0.868         | 3    | 20     |
| 3   | 32 | Isaac Viñales         | Yamaha       | 15     | +3.332         | 8    | 16     |
| 4   | 64 | Federico Caricasulo   | Yamaha       | 15     | +8.033         | 1    | 13     |
| 5   | 21 | Randy Krummenacher    | Yamaha       | 15     | +8.430         | 2    | 11     |
| 6   | 94 | Corentin Perolari     | Yamaha       | 15     | +8.482         | 4    | 10     |
| 7   | 3  | Raffaele De Rosa      | MV Agusta    | 15     | +9.527         | 14   | 9      |
| 8   | 78 | Hikari Okubo          | Kawasaki     | 15     | +9.670         | 6    | 8      |
| 9   | 11 | Kyle Smith            | Kawasaki     | 15     | +11.533        | 9    | 7      |
| 10  | 86 | Ayrton Badovini       | Kawasaki     | 15     | +16.242        | 7    | 6      |
| 11  | 56 | Péter Sebestyén       | Honda        | 15     | +16.249        | 13   | 5      |
| 12  | 36 | Thomas Gradinger      | Yamaha       | 15     | +25.440        | 10   | 4      |
| 13  | 95 | Jules Danilo          | Honda        | 15     | +25.557        | 11   | 3      |
| 14  | 38 | Hannes Soomer         | Honda        | 15     | +26.727        | 18   | 2      |
| 15  | 30 | Glenn van Straalen    | Kawasaki     | 15     | +35.186        | 15   | 1      |
| 16  | 2  | Brad Jones            | Yamaha       | 15     | +37.474        | 19   |        |
| 17  | 29 | Saeed Al Sulaiti      | Yamaha       | 15     | +39.371        | 12   |        |
| 18  | 4  | Christian Stange      | Honda        | 15     | +42.438        | 17   |        |
| 19  | 47 | Rob Hartog            | Kawasaki     | 15     | +44.300        | 21   |        |
| 20  | 31 | Daniel Valle          | Yamaha       | 15     | +44.402        | 16   |        |
| 21  | 10 | Nacho Calero          | Kawasaki     | 15     | +49.832        | 22   |        |
| 22  | 53 | Gianluca Sconza       | Honda        | 15     | +1:30.919      | 23   |        |
| DNF | 74 | Jaimie van Sikkelerus | Honda        | 9      | Schade ongeluk | 20   |        |
| DNS | 20 | Filippo Fuligni       | MV Agusta    | 0      | Niet gestart   |      |        |
| DNS | 84 | Loris Cresson         | Yamaha       | 0      | Niet gestart   |      |        |

## Eindstanden na wedstrijd

### Superbike
| Pos | Nr | Rijder               | Team     | Punten |
| --- | -- | -------------------- | -------- | ------ |
| 1   | 1  | Jonathan Rea         | Kawasaki | 663    |
| 2   | 19 | Álvaro Bautista      | Ducati   | 498    |
| 3   | 22 | Alex Lowes           | Yamaha   | 341    |
| 4   | 60 | Michael van der Mark | Yamaha   | 327    |
| 5   | 54 | Toprak Razgatlıoğlu  | Kawasaki | 315    |

### Supersport
| Pos | Nr | Rijder              | Team     | Punten |
| --- | -- | ------------------- | -------- | ------ |
| 1   | 21 | Randy Krummenacher  | Yamaha   | 213    |
| 2   | 64 | Federico Caricasulo | Yamaha   | 207    |
| 3   | 16 | Jules Cluzel        | Yamaha   | 200    |
| 4   | 44 | Lucas Mahias        | Kawasaki | 168    |
| 5   | 78 | Hikari Okubo        | Kawasaki | 105    |

2005 · 2006 · 2007 · 2008 · 2009 · 2014 · 2015 · 2016 · 2017 · 2018 · 2019